# Brian Henson
Brian Henson (Nova York, 3 de novembro de 1963) é um bonequeiro, cineasta e ator norte-americano, presidente da The Jim Henson Company. Ele é filho dos bonequeiros Jim e Jane Henson.

## Biografia
Henson nasceu em 3 de novembro de 1963 na cidade de Nova York, o terceiro filho de Jane Henson (nascida Nebel; 1934–2013) e Jim Henson (1936–1990). Ele tem quatro irmãos: Lisa (nascida em 1960), Cheryl (nascida em 1961), John (1965–2014) e Heather Henson (nascida em 1970).
Quando criança, Henson apareceu em alguns dos segmentos filmados que seu pai produziu para a série infantil da PBS, Sesame Street.
Quando adolescente, ele construiu o primeiro boneco de pinguim Muppet para o segmento de abertura "Lullaby of Broadway" de um episódio da terceira temporada do The Muppet Show. Durante suas férias de verão do ensino médio aos 17 anos, Henson ajudou na produção de The Great Muppet Caper (1981); sendo habilidoso no uso de bonecos de marionete, ele ajudou a criar e operar um dispositivo especial de amarração que permitia que os Muppets parecessem andar de bicicleta.  Vários anos depois, após realizar trabalhos de marionete em The Muppets Take Manhattan (1984) na cena em que ratos cozinham comida em uma lanchonete, ele se especializou em gerenciar efeitos especiais complicados.

## Carreira

### Cinema
Henson interpretou Jack Pumpkinhead em Return to Oz (1985), operou efeitos especiais para Santa Claus: The Movie (1985) e foi o principal intérprete do boneco Audrey II em Little Shop of Horrors (1986), controlando o movimento da boca enquanto outros faziam os lábios e as videiras. Ele também fez a voz de Hoggle, um dos personagens principais do filme de seu pai, Labyrinth (1986), e do cachorro em ambas as versões de The Storyteller (1988 e 1990).
Em 1992, Henson dirigiu The Muppet Christmas Carol e dirigiu o filme seguinte da franquia, Muppet Treasure Island, em 1996. Ele desempenhou o papel do Dr. Phil van Neuter, o cientista louco dos Muppets em Muppets from Space (1999). Em 2018, ele dirigiu e produziu The Happytime Murders, um filme de comédia policial de marionetes para o público adulto.

### Televisão
Henson foi o produtor executivo de várias séries de televisão: Dinosaurs (1991–94), Aliens in the Family (1996), Bear in the Big Blue House (1997–2006) e Farscape (1999–2003). Além de assumir o papel de produtor executivo, Henson atuou como jurado principal no reality show de 2014, Jim Henson's Creature Shop Challenge. Ele desempenhou os papéis de Janice e Scooter no filme para televisão de 2002, It's a Very Merry Muppet Christmas Movie.
Henson voltou a interpretar Sal Minella, personagem que ele criou para Muppets Tonight, em Muppets Haunted Mansion (2021).

### Outras mídias
Henson é o cocriador, produtor e artista do show de variedades de fantoches com temática adulta Puppet Up!, e interpretou vários personagens do programa no programa britânico That Puppet Game Show.
Para o The Muppet Show Live em 2001, Henson interpretou seus próprios personagens Muppet e um dos personagens de seu pai, The Newsman, pela primeira vez. Ele reprisou o papel para o videogame Muppets Party Cruise de 2003.

### Vida pessoal
Henson se casou com Ellis Flyte, figurinista do filme Labyrinth, em novembro de 1990. Eles se divorciaram em 2002.
Desde 2010, Henson é casado com a atriz Mia Sara. Eles têm uma filha nascida em 2005.

## Filmografia

### Cinema
| Ano  | Título                                   | Função                                      | Notas         |
| ---- | ---------------------------------------- | ------------------------------------------- | ------------- |
| 1981 | The Great Muppet Caper                   | Bonequeiro                                  |               |
| 1984 | The Muppets Take Manhattan               | Bonequeiro                                  | Não-creditado |
| 1985 | Return to Oz                             | Jack Pumpkinhead (Voz)                      |               |
| 1985 | Santa Claus: The Movie                   | Manipulação de Animatronics                 |               |
| 1986 | Little Shop of Horrors                   | Bonequeiro                                  |               |
| 1986 | Labyrinth                                | Hoggle/Goblin (Voz)                         |               |
| 1987 | Jim Henson Presents Mother Goose Stories | Codiretor                                   |               |
| 1990 | Teenage Mutant Ninja Turtles             | Diretor da segunda unidade/Bonequeiro chefe |               |
| 1990 | The Witches                              | Bonequeiro                                  |               |
| 1990 | Basil Hears a Noise                      | Bonequeiro Produtor executivo               | Não-creditado |
| 1992 | The Muppet Christmas Carol               | Diretor/Produtor                            |               |
| 1996 | Muppet Treasure Island                   | Diretor/Produtor                            |               |
| 1997 | Buddy                                    | Produtor executivo                          |               |
| 1999 | Muppets from Space                       | Dr. Phil Van Neuter/Sal Minella Produtor    |               |
| 1999 | The Adventures of Elmo in Grouchland     | Produtor executivo                          |               |
| 2017 | The Star                                 | Produtor executivo                          |               |
| 2018 | The Happytime Murders                    | Diretor/Produtor                            |               |

### Televisão
| Ano       | Título                                   | Função                                               | Notas                                                                   |
| --------- | ---------------------------------------- | ---------------------------------------------------- | ----------------------------------------------------------------------- |
| 1986      | The Christmas Toy                        | Cruiser                                              |                                                                         |
| 1988–1991 | The Storyteller                          | Devil/Griffin                                        |                                                                         |
| 1990      | Basil Hears a Noise                      | Bonequeiro Produtor executivo                        |                                                                         |
| 1991–1994 | Dinosaurs                                | Produtor executivo                                   |                                                                         |
| 1992–1994 | Dog City                                 | Produtor executivo                                   |                                                                         |
| 1996      | Aliens in the Family                     | Produtor executivo                                   |                                                                         |
| 1996      | Gulliver's Travels                       | Coprodutor executivo                                 |                                                                         |
| 1996–1998 | Muppets Tonight                          | Sal Minella/Dr. Phil Van Neuter/Seymour/Nigel Writer |                                                                         |
| 1997–2003 | Bear in the Big Blue House               | Produtor executivo                                   |                                                                         |
| 1999      | Alice in Wonderland                      | Produtor executivo                                   |                                                                         |
| 1999–2003 | Farscape                                 | Produtor executivo                                   |                                                                         |
| 2001      | Jack and the Beanstalk: The Real Story   | Diretor                                              |                                                                         |
| 2002      | It's a Very Merry Muppet Christmas Movie | Scooter/Sal Minella/Janice Produtor executivo        |                                                                         |
| 2004      | Farscape: The Peacekeeper Wars           | Diretor/Produtor executivo                           |                                                                         |
| 2005      | The Muppets' Wizard of Oz                | Sal Manilla Produtor executivo                       |                                                                         |
| 2008      | Jim Henson's Pajanimals                  | Produtor executivo                                   |                                                                         |
| 2008–2009 | Sid the Science Kid                      | Produtor executivo                                   |                                                                         |
| 2009–2011 | Dinosaur Train                           | Produtor executivo                                   |                                                                         |
| 2010      | Hot Dog TV                               | Voz Diretor                                          |                                                                         |
| 2013      | That Puppet Game Show                    | Várias                                               |                                                                         |
| 2014      | Jim Henson's Creature Shop Challenge     | Produtor executivo e Jurado Principal                |                                                                         |
| 2020      | Prop Culture                             | Ele mesmo                                            | Episódio: "The Muppet Movie"                                            |
| 2020      | Earth to Ned                             | Vincent                                              | Episódio: "I've Got a Ned Feeling About This" Também produtor executivo |
| 2021      | Muppets Haunted Mansion                  | Sal Minella                                          |                                                                         |

### Video games
| Ano  | Título               | Função                          | Notas |
| ---- | -------------------- | ------------------------------- | ----- |
| 2000 | Muppet RaceMania     | Sal Minella/Dr. Phil Van Neuter | Voz   |
| 2003 | Muppets Party Cruise | Scooter/Sal Minella/Janice      | Voz   |

## Prêmios e indicações
| Ano  | Associação            | Indicado por                     | Categoria                               | Resultado | Ref(s) |
| ---- | --------------------- | -------------------------------- | --------------------------------------- | --------- | ------ |
| 1996 | Primetime Emmy Awards | Gulliver's Travels               | Melhor série limitada                   | Venceu    |        |
| 1996 | Primetime Emmy Awards | Muppets Tonight                  | Melhor Série de Variedades              | Indicado  |        |
| 1997 | Primetime Emmy Awards | The Wubbulous World of Dr. Seuss | Melhor série infantil                   | Indicado  |        |
| 1997 | Prêmios Satellite     | Muppet Treasure Island           | Melhor filme de animação ou mídia mista | Indicado  |        |
| 1998 | Primetime Emmy Awards | The Wubbulous World of Dr. Seuss | Melhor série infantil                   | Indicado  |        |
| 1998 | Primetime Emmy Awards | Muppets Tonight                  | Melhor série infantil                   | Venceu    |        |
| 2019 | Framboesa de Ouro     | The Happytime Murders            | Pior Filme                              | Indicado  |        |
| 2019 | Framboesa de Ouro     | The Happytime Murders            | Pior Diretor                            | Indicado  |        |